# جيمس مورو
جيمس مورو هو سياسي كندي، ولد في 8 يوليو 1857، وتوفي في 1 مارس 1949 في وينيبيغ في كندا. حزبياً، نشط في Progressive Conservative Party of Manitoba ‏.